# Centemodon
Centemodon es un género extinto de fitosaurio basal del período triásico tardío. Vivió en lo que ahora es Pensilvania, Estados Unidos. Se clasifica como un nomen dubium. Fue encontrado en la Formación de arenisca roja cerca del río Schuyklill. Centemodon puede haber estado relacionado con Suchoprion. 

## Historia
Algún tiempo antes de la Guerra de los Huesos, un paleontólogo conocido como Dr. Leo (apellido desconocido) descubrió varios dientes fragmentarios fósiles que luego se convirtieron en el holotipo Centemodon. Cuando Leo describió los fragmentos, no estaba seguro de a qué pertenecían. Leo no nombró los fragmentos. Fueron nombrados en 1856 por I. Lea.